# Charlotte Posenenske
Charlotte Posenenske   (Wiesbaden, 28 d'octubre de 1930 - Frankfurt del Main, 1 d'octubre de 1985) fou una artista alemanya. Va treballar principalment en escultura minimalista i també va produir pintures i treballs sobre paper. Va crear sèries d'escultures que exploraven sistemes i estructures derivades de la producció massiva i l'estandardització. De família jueva, va estudiar pintura a l'Acadèmia Estatal de Belles Arts de Stuttgart amb Willi Baumeister. Va treballar sobre diversos mitjans i la seva pràctica artística es va anar fent progressivament més abstracta. Posenenske produïa sèries, el que significava que no hi havia cap límit pel que fa a les reproduccions i les possibilitats de presentació de l'obra. Va rebutjar el mercat d'art comercial, oferint el seu treball a la venda a preu de cost del material. El 1968, va publicar una declaració de principis en la revista Art International en què es referia a la reproductibilitat dels seus treballs i el seu desig que el concepte i la propietat de l'obra resultessin accessibles. Va abandonar l'activitat artística el 1968, convençuda que l'art no podria influir en la societat o cridar l'atenció sobre les desigualtats socials. A partir d'aquest moment, va treballar com a sociòloga especialitzada en l'ocupació i les pràctiques laborals industrials fins a la seva mort, el 1985. Durant aquest període d'exili artístic autoimposat, va rebutjar visitar exposicions i no va tornar a mostrar el seu treball.